# Братц
«Братц» (англ. Bratz, полное название англ. Bratz: The Movie) — кинофильм, комедия Шона Макнамары. Слоган фильма — «Out of the box» (рус. «Уже не куклы!»). Премьера состоялась 3 августа 2007 года (в России — 1 ноября 2007 года).

## Сюжет
Это рассказ о 4 девушках-подростках, которые перешли в колледж и сталкиваются с тем, что дочь директора Мередит разработала систему, где все дружат по группам. Саша пошла в группу поддержки, Хлоя в футбол, Джейд увлеклась химией и шитьем, а любящая петь Ясмин из-за стеснения выступать на публике записалась в газету колледжа. Так они перестают общаться между собой. Но через два года девушки снова объединяются. Подруги решают принять участие в конкурсе талантов, в котором традиционно выигрывала Мередит. Девушки готовят зажигательный номер, но Мередит шантажирует Ясмин тем, что если они выступят, то она расскажет неприглядную правду о всех её подругах; например, когда мать Хлои работала у них в доме, то пропадали вещи. Или о том, что Джейд модно и ярко одевается, но в секрете от родителей. Ясмин говорит девушкам, что не будет участвовать в конкурсе, и что их решение объединиться было ошибкой. Девушки воспринимают это как трусость и предательство и ссорятся. Но потом все же решают выяснить, что стало причиной резкой смены решения Ясмин. Ясмин рассказывает им о проделках Мередит, и подруги снова мирятся. Девушки едут на конкурс и выигрывают.

## В ролях
| Актёр                | Роль                    |
| -------------------- | ----------------------- |
| Логан Браунинг       | Саша                    |
| Джанель Пэрриш       | Джейд                   |
| Наталия Рамос        | Ясмин                   |
| Скайлер Шэй          | Хлоя                    |
| Челси Стауб          | Мередит                 |
| Аннелизе ван дер Пол | Эвери (подруга Мередит) |
| Малис Джау           | Куин (подруга Мередит)  |
| Иэн Нельсон          | Дилан                   |
| Стефен Лунсфорд      | Кэмерон                 |
| Джон Войт            | Директор Димли          |
| Мария Кутил          | Чериш, сестра Меридит   |

## Награды и номинации
| Номинации | Номинации      | Номинации                  | Номинации                                     |
| Год       | Премия         | Категория                  | Номинант                                      |
| --------- | -------------- | -------------------------- | --------------------------------------------- |
| 2008      | Золотая Малина | Худшая актриса             | Логан Браунинг, Джанель Пэрриш, Наталия Рамос |
| 2008      | Золотая Малина | Худший фильм               |                                               |
| 2008      | Золотая Малина | Худший актёр второго плана | Джон Войт                                     |
| 2008      | Золотая Малина | Худший ремейк              |                                               |
| 2008      | Золотая Малина | Худшая пара                | Любая комбинация двух персонажей              |